# Médiathèque du musée du Quai Branly
La médiathèque du musée du Quai Branly est une bibliothèque consacrée à l'histoire des arts extra-occidentaux et à l'anthropologie. Elle est située dans le musée du Quai Branly, à Paris.

## Collections
La médiathèque conserve des collections provenant du musée national des Arts d'Afrique et d'Océanie et du Musée de l'Homme.

### Les documents imprimés
- 200 000 monographies, dont 20 000 en libre accès
- 11 000 documents rares et précieux
- plus de 4600 collections de périodiques[3]

### Les collections iconographiques
Les collections de l’ iconothèque du musée du Quai Branly sont estimées aujourd’hui à 700 000 pièces.
Deux ensembles importants ont été réunis : d’une part, la collection de la photothèque du musée de l’Homme, estimée à quelque 580 000 pièces, et, d’autre part, celle du musée national des Arts d'Afrique et d'Océanie composée de 66 000 pièces.
Le musée du Quai Branly réalise de nombreuses acquisitions qui viennent enrichir cette collection.
- Principalement composée de photographies, cette collection est complétée par des ensembles d’affiches, de cartes postales, de gravures et de dessins. La collection présente une importante diversité de procédés du point de vue des techniques et de l’histoire de la photographie : daguerréotypes (collection de 176 pièces uniques), tirages sur papier de toutes époques, négatifs sur papier, négatifs sur verre au collodion et au gélatino-bromure d’argent, négatifs sur film, diapositives sur film et sur verre, ektachromes, albums, et quelques rares appareils. Quelque 238 000 pièces ont été récolées et 220 000 numérisées. Toutes ces opérations se poursuivent parallèlement aux études juridiques.

- Le musée du Quai Branly réalise de nombreuses acquisitions depuis quelques années et notamment en photographie, acquisitions qui concernent aussi bien le XIXe siècle, que le XXe siècle : missions du XIXe siècle en Océanie (Festetics de Tolna), en Russie (albums du baron Berthelot de Baye), fonds constitués par des ethnologues comme Guérin-Faublée portant sur la mission de Thérèse Rivière et Germaine Tillion dans les Aurès en 1936, Françoise Girard et Christine Quersin.
- Les collections de l’iconothèque s’ouvrent également à la création contemporaine et le musée organise, outre ses expositions de photographies, la biennale Photoquai, depuis 2007.

### Les archives et la documentation des collections

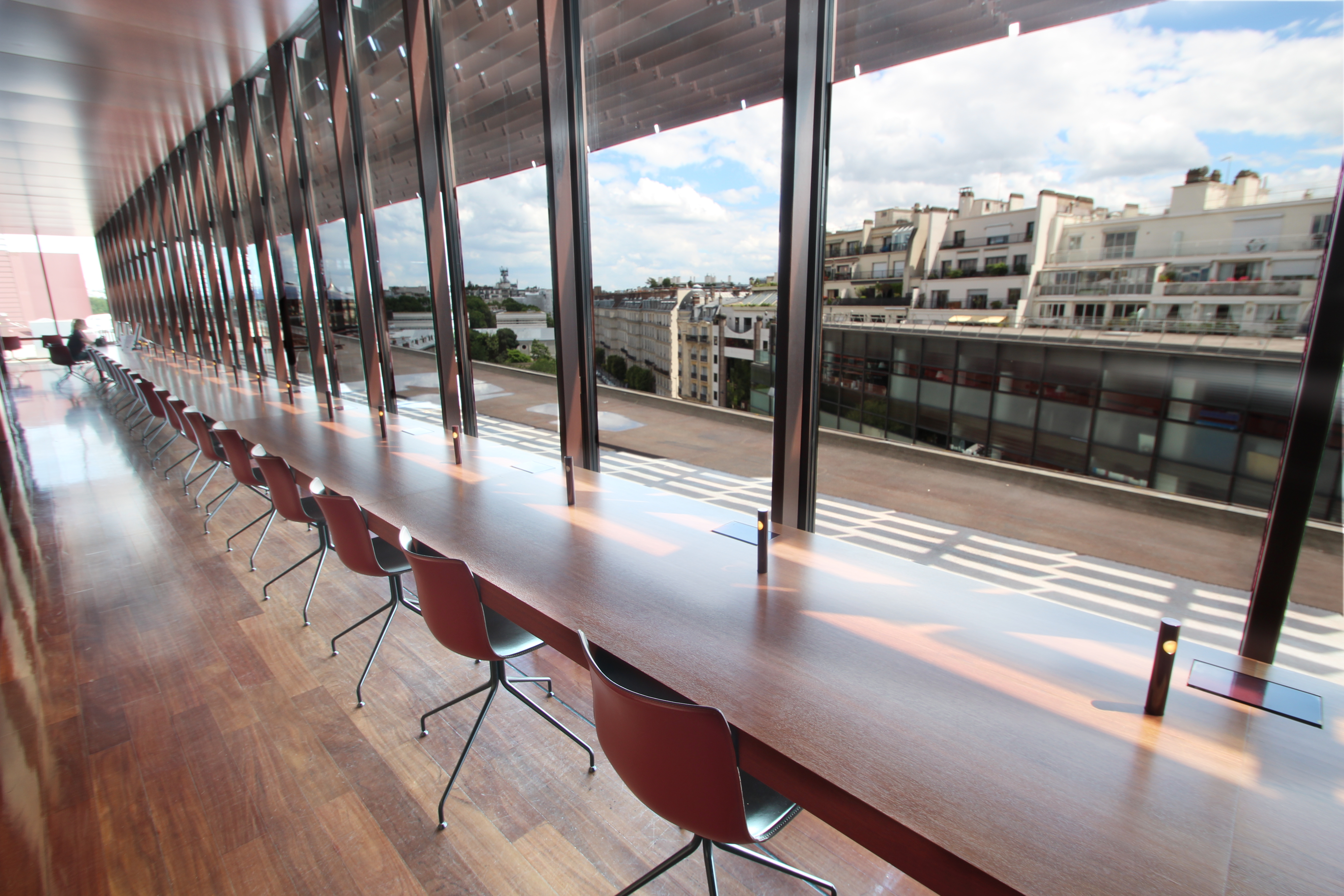
La salle de lecture du cinquième étage.

## Origines des collections de la médiathèque
La collection de la médiathèque du musée du Quai Branly réunit les strates successives de l’histoire de l'anthropologie. Elle est en effet l’héritière des bibliothèques de trois différents musées: le musée d’ethnographie du Trocadéro, le musée national des Arts d'Afrique et d'Océanie et le musée de l’Homme.

### La bibliothèque du musée d’ethnographie du Trocadéro (1878-1937)
Avec la naissance de l’ethnologie au XIXe siècle, la discipline doit se doter d’institutions qui la légitiment comme le Musée de la Marine et d’ethnographie, appelé aussi "Musée Dauphin" qui s’installe au Louvre le 27 décembre 1827. L’ethnologie ne devient autonome que dans la seconde moitié du XIXe siècle avec la fondation de la Société d’anthropologie de Paris en 1858 et celle de l’École d’anthropologie de Paris en 1876. Le musée d’ethnographie du Trocadéro naît en 1878, à la suite de l’exposition universelle de Paris. Le musée est rattaché au Muséum national d'histoire naturelle en 1928. 
La bibliothèque n’occupe pas une place très importante au sein du musée d'ethnographie du Trocadéro, elle est reléguée dans un grenier et est constituée d’ouvrages hétéroclites et non catalogués. La première salle de lecture ouvre en 1882. Bien que la vocation première du musée soit de présenter des collections d’objets, la recherche en ethnologie s’intensifie et les besoins de documentation se font sentir d’où la nécessité d’une réorganisation de la bibliothèque. Le projet de modernisation et d’enrichissement de la bibliothèque du musée est confié à Georges Henri Rivière. Yvonne Oddon est employée en 1929 à l’inventaire de la bibliothèque. Elle adopte le mode de classification de la Bibliothèque du Congrès en l’aménageant. 
En juin 1931, la nouvelle bibliothèque du musée est inaugurée par le ministre de l’instruction publique et des beaux arts, Marius Roustan. À l’époque, elle est décrite comme à la pointe du progrès : 8000 volumes, utilisation de la LCC, libre accès et salle de lecture claire. Yvonne Oddon continue à moderniser le fonctionnement en suivant des stages aux États-Unis et en formalisant ses connaissances dans un Petit guide du bibliothécaire écrit avec Charles-Henri Bach. En plus de cette modernisation, les fonds de la bibliothèque connaissent un certain accroissement avec l’aide de David David-Weill, vice-président de la Société des amis du musée. Il finance l’achat de monographies venant de musées et d’universités du monde entier, des collections de grandes expéditions scientifiques et de nombreux périodiques. Paul Rivet, directeur du musée, cherche aussi à acquérir des fonds privés ou à recevoir les 
collections de grandes institutions. C’est chose faite avec l’obtention des fonds de grands ethnologues comme Alfred Métraux ou Lucien Lévy-Bruhl. Paul Rivet a également le projet de centraliser la documentation anthropologique à la bibliothèque du musée, puisqu’elle bénéficie déjà d’un dépôt permanent venant du musée Guimet. Il s’agit d’éviter la dispersion des moyens et de faire fructifier un travail en commun, rendu difficile par la multiplication des sociétés savantes. Cette intégration se 
réalise finalement au Musée de l’Homme. 

### La bibliothèque du musée de l'Homme (1937-2003)

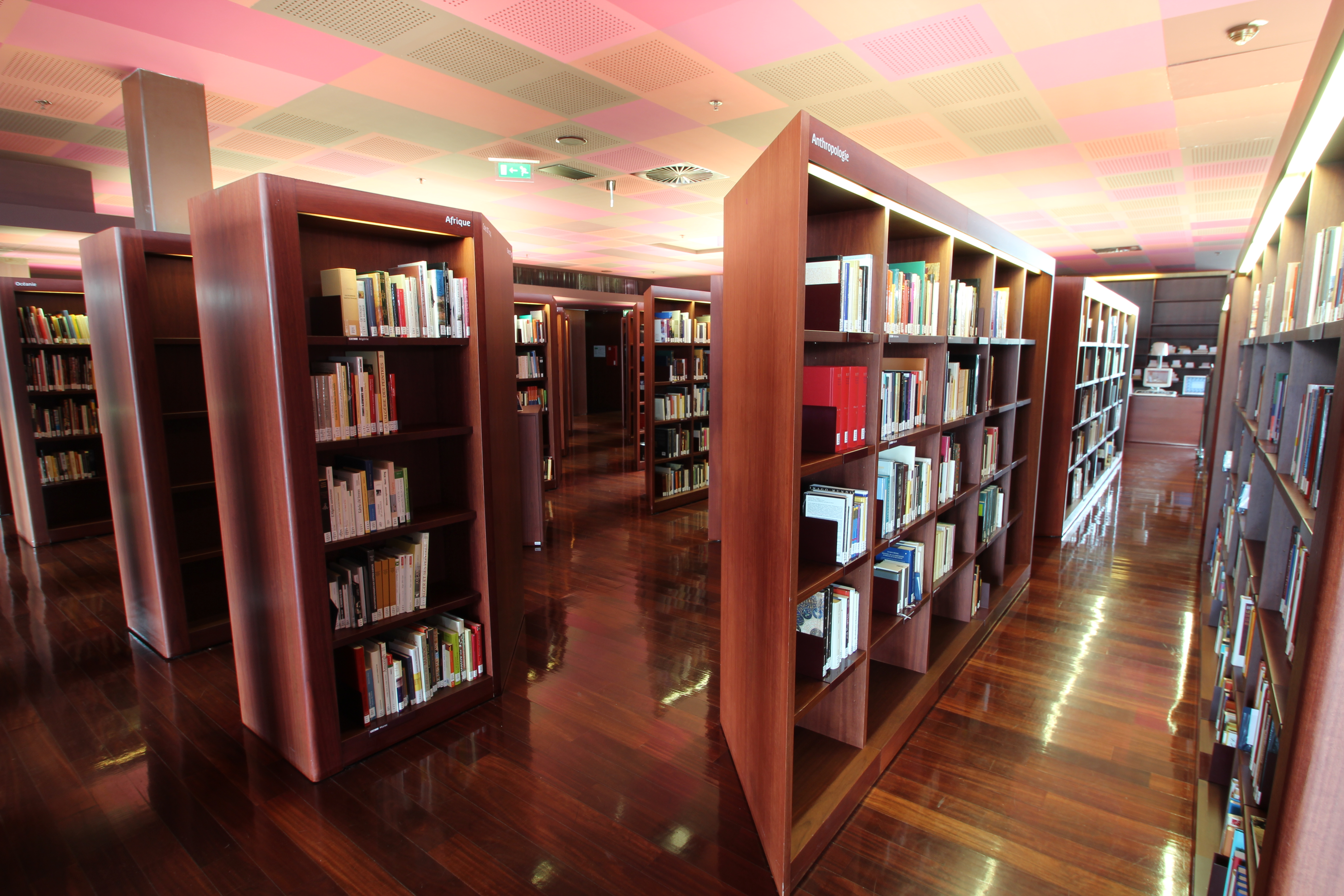
Espace de rangement des livres.

La charismatique bibliothécaire Yvonne Oddon y impose les standards américains dès sa création. La bibliothèque ouvre partiellement en juillet 1938 avant de fonctionner normalement en 1939. Elle compte alors 300 000 volumes. 
Grâce à cette nouvelle structure, Paul Rivet peut réaliser son objectif de centralisation de la documentation ethnologique et anthropologique en réunissant différentes collections: celles du Laboratoire d’anthropologie du Muséum national d'histoire naturelle, de l’Institut français d’anthropologie, de la Société d’anthropologie de Paris, de l’Institut d’ethnologie de l’université de Paris, des Sociétés des Américanistes, des Africanistes et des Océaniens, de la Société préhistorique française et de la Société d’ethnographie de Paris. Les sociétés qui y ont déposé leur fonds en conservent la propriété. Une photothèque s’installe également au musée de l’Homme, où elle est classée par Yvette Odon et Thérèse Rivière.
Pendant l’Occupation, les employés du musée de l’Homme sont les pionniers des mouvements de Résistance : c’est le réseau du musée de l’Homme. Yvonne Oddon participe à sa création ce qui lui vaut d’être déportée en Allemagne en 1942, lorsque le réseau est démantelé.  
Après la guerre de nouveaux fonds entrent à la bibliothèque : par exemple les fonds Paul Broca, Alexandra David-Néel ou Marcel Mauss. Un des fonds les plus importants de la bibliothèque est celui de Paul Rivet qui propose ses documents avant de quitter ses fonctions. 
En 1975, elle acquiert la bibliothèque de Roger Bastide, ethnographe du Brésil. Paul-Émile Victor dépose son fonds à la fin des années 1980. 

### Collections particulières
- En 2010, la bibliothèque de travail de Claude Lévi-Strauss, riche de 6 500 ouvrages, fut acquise et donnée à la médiathèque par l'association, le "Cercle Claude Lévi-Strauss"[5].
- Le fonds de 2 300 ouvrages du collectionneur d'arts premiers Jacques Kerchache, décédé en 2001 a également été légué à la médiathèque [6].